# دنیس باروینکو
دنیس باروینکو (اوکراینی: Денис Анатолійович Барвінко؛ ۱۶ فوریهٔ ۱۹۹۴ – ۱۰ سپتامبر ۲۰۲۱) بازیکن فوتبال اهل اوکراین بود.
از باشگاه‌هایی که در آن بازی کرده‌است می‌توان به باشگاه فوتبال متالیست خارکوف اشاره کرد.
وی همچنین در تیم‌های ملی فوتبال Ukraine national under-18 football team, Ukraine national under-19 football team، و زیر ۲۰ سال اوکراین بازی کرده‌است.